# Viodos-Abense-de-Bas
Viodos-Abense-de-Bas (Baskisch:Bildoze-Onizepea) is een gemeente in het Franse departement Pyrénées-Atlantiques (regio Nouvelle-Aquitaine) en telt 736 inwoners (2005). De plaats maakt deel uit van het arrondissement Oloron-Sainte-Marie en ligt in de Baskische provincie Soule.

## Geografie
De oppervlakte van Viodos-Abense-de-Bas bedraagt 12,8 km², de bevolkingsdichtheid is 57,5 inwoners per km².
De onderstaande kaart toont de ligging van Viodos-Abense-de-Bas met de belangrijkste infrastructuur en aangrenzende gemeenten.

## Demografie
Onderstaande figuur toont het verloop van het inwonertal (bron: INSEE-tellingen).